# Ministarstvo kulture i medija Republike Hrvatske
Ministarstvo kulture i medija je središnje tijelo državne uprave u Republici Hrvatskoj koje obavlja upravne i druge poslove u području kulture koji se odnose na: razvitak i unapređenje kulture, kulturnog i umjetničkog stvaralaštva, kulturnog života i kulturnih djelatnosti; osnivanja ustanova i drugih pravnih osoba u kulturi.

## Djelokrug
Zakon o ustrojstvu i djelokrugu ministarstava i državnih upravnih organizacija (NN br. 199/2003), koji je Hrvatski sabor donio na sjednici održanoj 22. prosinca 2003. godine, određuje djelokrug Ministarsva kulture na području kulture, kulturne baštine i prirodne baštine.

### Kultura
Ministarstvo kulture obavlja upravne i druge poslove u području kulture koji se odnose na promicanje kulturnih veza s drugim zemljama i međunarodnim institucijama; stručne i upravne poslove za Hrvatsko povjerenstvo za UNESCO; upravne poslove u području javnog informiranja; poticanje programa kulturnih potreba pripadnika hrvatskoga naroda u drugim zemljama; osiguravanje financijskih, materijalnih i drugih uvjeta za obavljanje i razvitak djelatnosti kulture, a osobito muzejske, galerijske, knjižničarske, arhivske, kazališne, glazbene i glazbeno-scenske, nakladničke, likovne i filmske.

### Kulturna baština
Ministarstvo obavlja upravne i druge poslove koji se odnose na: istraživanje, proučavanje, praćenje, evidentiranje, dokumentiranje i promicanje kulturne baštine; središnju informacijsko-dokumentacijsku službu; utvrđivanje svojstva zaštićenih kulturnih dobara; propisivanje mjerila za utvrđivanje programa javnih potreba u kulturi Republike Hrvatske; skrb, usklađivanje i vođenje nadzora nad financiranjem programa zaštite kulturne baštine; osnivanje i nadzor nad ustanovama za obavljanje poslova djelatnosti zaštite kulturne baštine; ocjenjivanje uvjeta za rad pravnih i fizičkih osoba na restauratorskim, konzervatorskim i drugim poslovima zaštite kulturne baštine; osiguranje uvjeta za obrazovanje i usavršavanje stručnih radnika u poslovima zaštite kulturne baštine; provedbu nadzora prometa, uvoza i izvoza zaštićenih kulturnih dobara; utvrđivanje uvjeta za korištenje i namjenu kulturnih dobara, te upravljanje kulturnim dobrima sukladno propisima; utvrđivanje posebnih uvjeta građenja za zaštitu dijelova kulturne baštine; obavljanje inspekcijskih poslova zaštite kulturne baštine.

### Prirodna baština
Ministarstvo obavlja upravne i druge poslove koji se odnose na: istraživanje, proučavanje, praćenje, evidentiranje, dokumentiranje i promicanje prirodne baštine, središnju informacijsko-dokumentacijsku službu; utvrđivanje svojstva zaštićenih dijelova prirode te njihovo vrednovanje; vođenje središnjih upisnika zaštićenih dijelova prirode; propisivanje mjerila za utvrđivanje programa javnih potreba u području zaštite prirode Republike Hrvatske; skrb, usklađivanje i vođenje nadzora nad financiranjem programa zaštite prirode; osnivanje i nadzor nad ustanovama za obavljanje poslova djelatnosti zaštite prirode; ocjenjivanje uvjeta za rad pravnih i fizičkih osoba na poslovima zaštite prirode; osiguravanje uvjeta za obrazovanje i usavršavanje stručnih djelatnika u djelatnostima zaštite prirode, provedbu nadzora prometa, uvoza, izvoza zaštićenih dijelova prirode; utvrđivanje uvjeta za korištenje i namjenu zaštićenih dijelova prirode, te upravljanje zaštićenim dijelovima prirode; utvrđivanje uvjeta zaštite prirode; inspekcijske poslove zaštite prirode.

## Ustroj
- Kabinet ministra
- Tajništvo Ministarstva
- Uprava za međunarodnu kulturnu suradnju
- Uprava za zaštitu kulturne baštine
- Uprava za kulturni razvitak
- Uprava za izvedbene umjetnosti i audiovizualnu djelatnost
- Uprava za knjigu i knjižnice
- Uprava za zaštitu prirode
- Uprava za gospodarenje i financiranje
- Uprava za normativne i upravno-pravne poslove
- Samostalni odjel za unutarnju reviziju
- Samostalni odjel za planiranje razvojnih projekata i analitiku

## Ministri
Sljedeći su ministri od osamostaljenja Republike Hrvatske upravljali resorom kulture.
| vlada | ministar/ministrica   | zvanje                                         | početak mandata     | kraj mandata        |
| ----- | --------------------- | ---------------------------------------------- | ------------------- | ------------------- |
| 1.    | Vlatko Pavletić       | ministar prosvjete, kulture i športa           | 30. svibnja 1990.   | 15. travnja 1992.   |
| 2.    | Vlatko Pavletić       | ministar prosvjete, kulture i športa           | 30. svibnja 1990.   | 15. travnja 1992.   |
| 3.    | Vlatko Pavletić       | ministar prosvjete, kulture i športa           | 30. svibnja 1990.   | 15. travnja 1992.   |
| 3.    | Vesna Girardi-Jurkić  | ministrica prosvjete, kulture i športa         | 15. travnja 1992.   | 18. listopada 1994. |
| 4.    | Vesna Girardi-Jurkić  | ministrica prosvjete, kulture i športa         | 15. travnja 1992.   | 18. listopada 1994. |
| 5.    | Vesna Girardi-Jurkić  | ministrica prosvjete, kulture i športa         | 15. travnja 1992.   | 18. listopada 1994. |
| 5.    | Zlatko Vitez          | ministar kulture                               | 18. listopada 1994. | 7. studenoga 1995.  |
| 6.    | Božo Biškupić         | ministar kulture                               | 7. studenoga 1995.  | 27. siječnja 2000.  |
| 7.    | Antun Vujić           | ministar kulture                               | 27. siječnja 2000.  | 23. prosinca 2003.  |
| 8.    | Antun Vujić           | ministar kulture                               | 27. siječnja 2000.  | 23. prosinca 2003.  |
| 9.    | Božo Biškupić         | ministar kulture                               | 23. prosinca 2003.  | 29. prosinca 2010.  |
| 10.   | Božo Biškupić         | ministar kulture                               | 23. prosinca 2003.  | 29. prosinca 2010.  |
| 11.   | Božo Biškupić         | ministar kulture                               | 23. prosinca 2003.  | 29. prosinca 2010.  |
| 11.   | Jasen Mesić           | ministar kulture                               | 29. prosinca 2010.  | 23. prosinca 2011.  |
| 12.   | Andrea Zlatar Violić  | ministrica kulture                             | 23. prosinca 2011.  | 25. ožujka 2015.    |
| 12.   | Berislav Šipuš        | ministar kulture                               | 24. travnja 2015.   | 22. siječnja 2016.  |
| 13.   | Zlatko Hasanbegović   | ministar kulture                               | 22. siječnja 2016.  | 19. listopada 2016. |
| 14.   | Nina Obuljen Koržinek | ministrica kulture ministrica kulture i medija | 19. listopada 2016. | –                   |
| 15.   | Nina Obuljen Koržinek | ministrica kulture ministrica kulture i medija | 19. listopada 2016. | –                   |
| 16.   | Nina Obuljen Koržinek | ministrica kulture ministrica kulture i medija | 19. listopada 2016. | –                   |

## Vanjske poveznice
- Ministarstvo kulture